# Double Take (videogioco)
Double Take è un videogioco sparatutto e di avventura dinamica pubblicato nel 1987 per Commodore 64 e ZX Spectrum dalla Ocean Software. Il protagonista è uno scienziato che si muove fluttuando dentro un centro di ricerca, alternandosi tra due universi paralleli.

## Trama
Nel 2008, in un grande centro di ricerca scientifica isolato, gli esperimenti di un ricercatore con l'antimateria hanno causato un'interferenza con un universo parallelo speculare del nostro. Alcuni oggetti nell'edificio si sono scambiati con i loro opposti nell'altro universo. L'instabilità può causare improvvisi spostamenti da un mondo all'altro e si è generato anche un canale di passaggio persistente, con l'aspetto di una nuvoletta scintillante. Sumink, un essere battagliero dell'altro universo, è arrivato qui desideroso di combattere, insieme a molte piccole creature ostili. Lo scienziato deve rimettere a posto gli oggetti scambiati per riportare la stabilità e infine sconfiggere Sumink.

## Modalità di gioco
Il gioco si svolge dentro il centro di ricerca scientifica e dentro il suo corrispondente negativo nell'universo parallelo, dove ha l'aspetto di una caverna con arredamenti più antichi. Lo scenario è costituito da molte schermate bidimensionali con inquadratura di lato. In ciascun universo ci sono 16 stanze funzionali e altre di collegamento, inoltre l'interno del grande ciclotrone del laboratorio fa da corridoio per collegare zone altrimenti irraggiungibili.
Lo scienziato può sparare scariche elettriche in orizzontale e ha l'abilità di volare in tutte le direzioni; il manuale non spiega questa strana capacità, che sembra essere un altro effetto del contatto tra i due universi. Su Commodore 64 lo scienziato è rappresentato come un anziano in camice bianco, mentre su ZX Spectrum appare soltanto come un camice vuoto fluttuante.
Il personaggio può raccogliere un oggetto alla volta e poi lasciarlo. Si tratta generalmente di oggetti comuni, ad esempio elettrodomestici. Piccole trombe d'aria immobili si possono utilizzare come teletrasporti per passare tra due stanze dello stesso mondo. Si può incontrare, vagante tra le stanze in entrambi gli universi, una nuvoletta utilizzabile per passare da un mondo all'altro. Periodicamente l'universo si inverte anche da solo e lo scienziato viene forzatamente trasferito nell'altro.
Entrambi gli universi sono infestati da vari tipi di mostricciattoli volanti che se toccati riducono l'energia vitale dello scienziato. L'energia non è ricaricabile e il suo esaurimento determina la sconfitta. I nemici si possono eliminare sparando, ma ne ricompaiono altri illimitatamente. Nel ciclotrone viaggiano anche gruppi di particelle, ugualmente dannose ed eliminabili.
Lo scopo del gioco è rimettere a posto gli oggetti che si sono scambiati tra i due universi (vagamente simili, es. calcolatrice-pallottoliere), e nel finale sconfiggere il boss Sumink. L'oggetto raccolto dev'essere "stabilizzato" prima di rimetterlo a posto, ciò avviene utilizzando la nuvoletta per passare tra i mondi. Se invece il passaggio avviene da sé con il passare del tempo, senza che sia stato stabilizzato, l'oggetto diventa il suo opposto e non può essere rimesso a posto. Nella versione ZX Spectrum l'oggetto si può stabilizzare anche distruggendo una certa quantità di nemici.
Sotto l'inquadratura è presente un pannello con la strumentazione, relativamente sofisticato, che informa sullo stato del gioco. È strutturato molto diversamente nelle due versioni. In entrambi i casi, sebbene con aspetto e posizione diversi, sono presenti: la barra dell'energia, l'indicatore del prossimo cambio di universo involontario (su C64 una barra del tempo, su Spectrum un cursore scorrevole +/-), la finestra con l'immagine dell'oggetto trasportato.
Su Commodore 64 una finestrella mostra un atomo con elettroni orbitanti; sono uno per ciascuna delle 16 stanze (e rispettiva nell'altro universo) e compaiono man mano che vengono visitate. Quello della stanza attuale lampeggia. Il colore di ciascun elettrone indica se la rispettiva coppia di stanze è ancora instabile, ne è stabilizzata una, o sono stabilizzate entrambe. Un altro strumento ha tre lucine che indicano la stabilità della stanza attuale; se però si sta trasportando un oggetto, le tre lucine riguardano l'oggetto e dicono rispettivamente la correttezza dell'universo, della stanza e la stabilità.
Su ZX Spectrum invece gli "elettroni" sono puntini che oscillano su e giù, tutti e 16 presenti fin dall'inizio. Oscillano disordinatamente, ma man mano che le rispettive stanze vengono stabilizzate si sincronizzano formando un'onda sinusoidale. Le lucine sono due (equivalenti), indicano la stabilità della stanza attuale o la correttezza della stanza per l'oggetto trasportato, inoltre nella battaglia finale servono come segnalatori per trovare Sumink.

## Accoglienza
Double Take ebbe un buon successo di critica nella sua versione per ZX Spectrum, ricevendo giudizi complessivi intorno a 8/10 da diverse riviste europee, tra cui i marchi di qualità di Hit da Computer and Video Games e di Classic da Sinclair User.
La versione per Commodore 64 invece ottenne accoglienza più variabile. Secondo Commodore Time era un ottimo videogioco e abbastanza originale; Videogiochi lo giudicò abbastanza bene (voti 7-8/10), pur trovando la dinamica piuttosto banale e scontata, apprezzando soprattutto la varietà degli schermi e le animazioni. Altre riviste invece furono negative, tra cui Zzap! (voto complessivo 48%) che trovò il gioco noioso e l'azione non gratificante.